# Piersanti Mattarella

Piersanti Mattarella

Piersanti Mattarella (Castellammare del Golfo, 24 mei 1935 - Palermo, 6 januari 1980) was een Italiaanse politicus. Hij was regionaal president van Sicilië op het moment dat hij door de maffia werd vermoord.

## Biografie
Mattarella was de zoon van Bernardo Mattarella, een lid van de Democrazia Cristiana. Zijn broer, Sergio Mattarella, is ook een politicus en werd in 2015 president van Italië. Hij kreeg een jezuïtisch georiënteerde opvoeding. In 1960 werd hij de nationale leider van de Azione Cattolica en regionaal lid van de Democrazia Cristiana. Hij raakte geïnspireerd door Giorgio La Pira en stond links van Aldo Moro.
In 1967 nam hij zitting in het parlement van Sicilië, tot hij in 1978 tot president van Sicilië werd verkozen. Twee jaar later werd Mattarella in Palermo vermoord door de maffia. Eerst werd de aanslag gezien als een terroristische actie, maar later veranderde men van standpunt en dacht men dat de maffia er achter zat. Mattarella had zich tegen politici gekeerd die een band hadden met de maffia, meestal waren die dan leden van zijn eigen partij, de Democrazia Cristiana. Dit vermoeden werd later bevestigd door Tommaso Buscetta, een maffialid dat samenwerkte met de Italiaanse justitie. De moordenaars van Piersanti Mattarella waren Nino Madonia, Vincenzo Puccio en Pippo Gambino.
Volgens Francesco Marino Mannoia, een ander maffialid dat samenwerkte met de Italiaanse justitie, had Giulio Andreotti contact opgenomen met de maffia om te voorkomen dat Mattarella vermoord werd. Mattarella wilde banden tussen de regering en de Cosa Nostra verbreken en de contracten die tussen de regering en de Cosa Nostra waren afgesloten, en waar de Cosa Nostra veel geld aan verdiende, verbreken. Enkele maffiosi voelden zich verraden omdat Mattarella weleens opkwam voor de belangen van de maffia en van zijn vader vermoed werd dat hij banden had met de maffia. Volgens Mannoia waren Mattarella's moordenaars Salvatore Federico, Francesco Davì, Santo Inzerillo en Antonio Rotolo.
Na de moord nam Andreotti weer contact op met de maffia om om opheldering te vragen. Stefano Bontade, de maffiabaas waarmee hij contact had, vertelde hem dat de maffia de baas was op Sicilië, en tenzij hij wilde dat de hele Democrazia Cristiana werd weggevaagd hij maar beter kon doen wat de maffia van hem vroeg.